# Miha Kordiš
Miha Kordiš, slovenski politik in aktivist, * 6. marec 1989, SFRJ.
Od leta 2014 je poslanec v Državnem zboru Republike Slovenije. Bil je med ustanovitelji Združene Levice, danes stranke Levica. Leta 2022 je kandidiral za predsednika Republike Slovenije. 
10. marca 2025 ga je Levica izključila iz stranke.

## Mladost
Rodil se je 6. marca 1989 očetu Jožetu in mami Nadi Kordiš. Prihaja iz Svetega Duha pri Škofji Loki. Leta 2008 je maturiral na Gimnaziji Škofja Loka, na Filozofski fakulteti v Ljubljani pa je leta 2016 diplomiral iz filozofije in primerjalne književnosti. Že v času srednje šole se je začel ukvarjati z aktivizmom.

## Politika
Bil je aktiven v študentski politiki. Na Državnozborskih volitvah v Sloveniji 2014 je bil kandidat Združene levice v Škofji Loki, kjer je bil izvoljen v Državni zbor Republike Slovenije. Na volitvah 2018 je uspeh ponovil na listi Levice v volilni enoti Kranj. Prav tako je bil izvoljen tudi na državnozborskih volitvah 2022.
Septembra 2022 ga je Levica predlagala za kandidata stranke na letošnjih volitvah predsednika republike. Kandidaturo je s podpisi poslancev vložil v ponedeljek, 26. septembra. V kampanji poudarja predvsem svojo podporo delavcem z nizkimi plačami. Kot državnika, ki ga ima za vzor, je navedel Vladimirja Lenina. Na volitvah 23. oktobra je zasedel zadnje mesto, prejel je 24.518 oz. 2,81 % glasov.
Miha Kordiš je bil med najbolj opaznimi kritiki vodenja stranke Levice v mandatu koordinatorja Luke Mesca; očitki so se dotikali ideološkega drsenja stranke proti politični sredini. Tozadevno se je okoli Kordiša oblikovalo tudi tako imenovano levo krilo stranke, ki je napovedalo tudi lastno listo kandidatov za svet stranke. Po umiku Luke Mesca z mesta koordinatorja sta se za njegovo mesto potegovala Kordiš in Asta Vrečko. Večinsko podporo je prejela slednja.
Kordišev politični slog je bil večkrat označen za radikalnega, posebno v odnosu do vprašanje zasebne lastnine in svobodne gospodarske pobude.
6. februarja 2024 je poslanska skupina Levica na Mandatno-volilno komisijo poslala predlog za razrešitev Mihe Kordiša z mesta predsednika Odbora za delo, družino, socialne zadeve ter z mesta člana v odborih DZ in v preiskovalni komisiji. Pozvali so ga tudi k izstopu iz poslanske skupine, saj so mu poslanci soglasno izrekli nezaupnico. K izstopu so ga pozvali zaradi "zlorabe položaja, zavajanj, pritiskov, groženj in izsiljevanja v poslanski skupini, ki so se zgodile v času njegove večmesečne bolniške odsotnosti". Kordiš se je odzval z besedami, da poslanske skupine ne namerava zapustiti in da ga je odločitev poslanskih kolegov presenetila.
Novembra 2024 mu je stranka zamrznila članstvo, a je kljub temu ostal del poslanske skupine. 10. marca 2025 ga je disciplinska komisija Levice dokončno izključila iz stranke, Kordiš pa je napovedal ustanovitev nove socialistične stranke Mi, Socialisti!

#### Stališča do ruske agresije na Ukrajino
Miha Kordiš je 24. februarja 2022 v zapisu na Facebooku za ruski napad na Ukrajino s ponovitvijo ruske retorike o »sedmih letih obstreljevanja Donbasa« okrivil Ukrajino, »širjenje NATO«, ruske obtožbe o domnevni pripravi Ukrajine na napad na ruski marionetni republiki v Donbasu, in mednarodno skupnost, ki naj bi v Ukrajini »urila neonaciste«. Trdil je tudi, da gre za »posredniško vojno«, da naj bi obstajal dogovor NATO o neširitvi proti vzhodu, ki naj bi ga prekršili in da bi po njegovem mnenju vojno preprečila oz. ustavila nevtralnost Ukrajine in izvajanje sporazuma iz Minska za »avtonomijo« Donbasa.
Kordiš je marca 2025 kritiziral odziv Evrope na rusko agresijo in slovensko podporo Ukrajine. Zagovarjal je upoštevanje »varnostnih interesov« Rusije, normalizacijo odnosov z Rusijo in povezovanje s Kitajsko ter nasprotoval povečanju obrambnih izdatkov v Evropi, ker naj bi po njegovem mnenju posegli v socialno državo.

## Kontroverze
Pozval je k nacionalizaciji podjetij Iva Boscarola in Igorja Akrapoviča, ko sta izrazila nezadovoljstvo nad davčno politiko v Sloveniji. Opravičil se je za označitev dela zdravnikov z mazači, čeprav je Levica trdila, da gre pri celotni zgodbi za manipulacijo s strani stranke SDS. V državnem zboru je nosil majico s podobo Josipa Broza - Tita in zaščitno masko z rdečo zvezdo, drugače pa tudi majico s Chejem Guevaro, s čimer si je prislužil kritike desničarskih medijev, ki so ga označili za brezdelneža, Mihija Kradiša in Kukavičjega Mihca (po literarnem liku Pavla Zidarja). Obrtno-podjetniška zbornica Slovenije je protestirala proti njegovi izjavi, da je drobno gospodarstvo kramarsko gospodarstvo in da ne opravlja razvojne funkcije.